# Anomalochrysa fulvescens
Anomalochrysa fulvescens är en insektsart som beskrevs av Perkins in Sharp 1899. Anomalochrysa fulvescens ingår i släktet Anomalochrysa och familjen guldögonsländor.

## Underarter
Arten delas in i följande underarter:
- A. f. rhododora
- A. f. fulvescens